# 6690 Messick
6690 Messick eller 1981 SY1 är en asteroid i huvudbältet som upptäcktes den 25 september 1981 av den amerikanske astronomen Brian A. Skiff vid Anderson Mesa Station. Den är uppkallad efter Hank H. Messick.
Asteroiden har en diameter på ungefär 4 kilometer och den tillhör asteroidgruppen Flora.